# Polystichum speluncicola
Polystichum speluncicola är en träjonväxtart som beskrevs av L.B.Zhang och H.He. Polystichum speluncicola ingår i släktet Polystichum och familjen Dryopteridaceae. Inga underarter finns listade.